# Laos ai Giochi olimpici
Il Laos ha partecipato per la prima volta ai Giochi olimpici nel 1980.
Gli atleti laotiani non hanno mai vinto medaglie ai Giochi olimpici estivi, mentre non hanno mai partecipato ai Giochi olimpici invernali.
Il Comitato Olimpico Nazionale del Laos, creato nel 1975, venne riconosciuto dal CIO nel 1979.

## Medaglieri

### Medaglie alle Olimpiadi estive
| Giochi              | Oro              | Argento          | Bronzo           | Totale           |
| ------------------- | ---------------- | ---------------- | ---------------- | ---------------- |
| Mosca 1980          | 0                | 0                | 0                | 0                |
| Los Angeles 1984    | non partecipante | non partecipante | non partecipante | non partecipante |
| Seul 1988           | 0                | 0                | 0                | 0                |
| Barcellona 1992     | 0                | 0                | 0                | 0                |
| Atlanta 1996        | 0                | 0                | 0                | 0                |
| Sydney 2000         | 0                | 0                | 0                | 0                |
| Atene 2004          | 0                | 0                | 0                | 0                |
| Pechino 2008        | 0                | 0                | 0                | 0                |
| Londra 2012         | 0                | 0                | 0                | 0                |
| Rio de Janeiro 2016 | 0                | 0                | 0                | 0                |
| Tokyo 2020          | 0                | 0                | 0                | 0                |
| Parigi 2024         | 0                | 0                | 0                | 0                |
| Totale              | 0                | 0                | 0                | 0                |